# Mike, Lu și Og
Mike, Lu și Og (engleză Mike, Lu & Og) este un serial de animație creat de Mikhail Shindel, Mikhail Aldashin și Charles Swenson pentru Cartoon Network, și al șaptelea serial Cartoon Cartoons al postului. Serialul urmărește o fată numită Mike, o studentă străină din Manhattan; o prințesă pretențioasă numită Lu și un băiat talentat inventator numit Og. Cei trei participă la o varietate de aventuri, în timp ce Mike și locuitorii insulei își împart obiceiurile între ei.
Înainte să fi fost anulat, douăzeci și șase de episoade de 22 de minute cu două povești de 11 minute de Kinofilm au fost produse de Kinofilm, studioul lui Mikhail Shindel din Los Angeles și animate în Rusia de Studio Pilot Serialul cuprindea actorii Nika Frost ca Mike, Nancy Cartwright ca Lu și Dee Bradley Baker ca Og.
În România, serialul a avut premiera pe Cartoon Network în anul 1998.

## Acțiune
Mike a făcut o cerere pentru a studia în străinătate și, ca o glumă, a cerut să fie trimisă pe o insulă tropicală (care are obiceiul de a se scufunda și a ieși la suprafață cu forță „ca un dop”, „la fiecare sută de ani”. S-a găsit aruncată pe o insulă uitată, parțial cartografiată si populată de urmași ai unui naufragiu britanic (din cauza acestui lucru, locuitorii insulei pot vorbi engleză perfect). Este posibil ca această insulă să fie bazată pe Insula Pitcaim, din realitate. Naufragiații încearcă să se comporte ca polynesiani, cu grade variabile de succes. Printre alte lucruri, acestea explică numele lui Og și simțul său de modă.

## Personaje

### Mike
Născută în Manhattan, Mike (scurt pentru Michelene) se bucură de frumusețile insulei tropicale, dar îi este dor de viața pe care a avut-o în New York și în școala ei. Din fericire, Og poate recrea anumite obiecte din Statele Unite care îi lipesc cel mai mult lui Mike. În serial este sugerat faptul că Mike a fost la o școală parohială în statul New York.

### Lu
Lu, o autointitulată prințesă a insulei și vara lui Og, este caracterizată de caracterul său arogant. Lu exploatează în continuu pe Og și pe țestoasa sa, Lancelot. Og, fiind extrem de ager, se supune poruncilor ei, chiar dacă aceasta implică vătămarea sa. Deși are obiceiul de a se coborî la nivelul celorlalte personaje, de multe ori învată o lecție umilitoare la sfârșitul fiecărui episod. Comportamentul lui Lu rezultă cel mai probabil din educația pe care o primește de la tatăl ei. Nu se știe ce s-a întâmplat cu mama lui Lu.

### Og
Og, un locuitor al insulei și văr al lui Lu, are un talent neașteptat în invenții și științe. Invențiile sale nereușite ajută la dezvoltarea acțiunii în unele episoade.
Familia sa posedă trei animale: un porc, un țap și un arici care pot să vorbească și cunosc foarte bine filosofia. De multe ori, Og conversează cu cele trei animale.
Lui Og îi place să aibă experiențe noi. Din acest motiv, a construit un joc video pentru el în unul dintre episoade, a participat la un spectacol de modă în nud și a făcut bombe „joo joo” în altul.

### Wendell
Tatăl lui Lu și guvernatorul insulei. Are o voință slabă (a mâncat un număr mare de bomboane, astfel încât a revenit la forma inițială, înainte de exercițiu fizic intens, în câteva ore) și nu poate să controleze comportamentul fiicei sale sau să o pedepsească în vreun fel. Se poate reduce la plâns foarte ușor. A fost guvernatorul insulei o perioadă lungă de timp. Acest fapt a fost interpretat greșit de Mike, care credea că este un guvernator în stil american, lucru care a dus la „alegeri” pe insulă, neștiind că băștinașii provin din Anglia (și, după cum se vede în episodul cu „King Bob”, au mare respect față de „regele Angliei”).

### Alfred
Alfred este tatăl lui Og. Se crede a fi vânătorul insulei (folosește săgeți cu ventuze și își protejează dreptul de a vâna wombatul) care urmărește cu insistență un singur wombat ce reușește să îi scape la fiecare colț. Între Alfred și wombat există o relație de iubire-ură. În mod ironic, Alfred este un vânător vegetarian.

### Margery
Mama lui Og și nevasta lui Alfred. De multe ori, prepară mese.
Margery se crede a fi un artist și scriitor, în special istoric. De-a lungul seriei, lucrează la o carte intitulată „Cuzzlewits End”.
Majoritatea lucrărilor de artă ale lui Margery au de-a face cu faimoșii strămoși ai insulei. Lucrează la o sculptură a câtorva strămoși pe o parte a unui munte, asemenea Mount Rushmore.
Margery este și bucătarul insulei, pregătește mese și ceai pentru toată lumea din partea respectivă a insulei, dar și bufeturi și mese elaborate pentru ocazii speciale.
Poate gândi și îl scoate pe Alfred din pericole. Este membrul de bază al familiei, dar îl lasă pe Alfred să creadă că el este capul casei.

### Bătrânul Queeks
Este vârstnicul și doctorul insulei, ceilalți îi cer sfaturi. Are puteri magice, poate să cheme spiritele morților. Se opune căilor inovatoare ale lui Mike.
Bătrânul Queeks spune că poate ști si vedea totul. În unul dintre episoade, Mike devine suspicioasă în legătură cu Bâtrânul Queeks și decide să îl investigheze. Se urcă pe partea opusă a muntelui și află că nu este telepatic, ci că spiona asupra locuitorilor insulei printr-un telescop. Chiar după ce Mike i-a informat de telescopul Bătrânului Queeks, locuitorii insulei și-au păstrat credința în puterile lui paranormale.
Locuiește în vârful unui munte, într-o peșteră și îi plac „produsele proaste” (de exemplu, produse fabricate din guano de liliac).

### Lancelot
Lancelot este animalul de companie al lui Lu. Este o broască țestoasă. Lancelot încearcă să fugă tot timpul de Lu, de aceea este nevoită să îl țină în lesă. Lancelot tinde să fugă de Lu când aceasta exagerează în comportamentul ei negativ.
Lancelot tinde să fie salvatorul locuitorilor insulei (în special Lu și Mike) când aceștia sunt în pericol.
Lancelot este asemenea restului de animale de companie de pe insulă, acestea fiind mai inteligente decât oamenii.

### Pirații
În apropierea insulei locuiesc trei pirați, urmașii piraților care au cauzat englezii să naufragieze pe insulă, dar ei înșiși au naufragiat. Conducătorul lor este un căpitan cu două picioare de lemn și două bandaje de ochi. În ciuda acestor handicapuri, se descurcă fără probleme. Pirații încearcă de obicei să-l prindă și să-l consume pe Lancelot, dar eșuează din cauza eforturilor celor trei copii.
Căpitanul își obligă subordonații să poarte bandaje de ochi, pentru ca el să se strecoare în camera cu comori pentru a se juca cu o păpușă de deget, conversând cu aceasta și folosind o voce stridentă pentru ea.

### Cuzzlewiții
Ceilalți locuitori ai insulei, a căror existență este negată de Lu cu vehemență. Locuiesc în partea opusă a insulei. Deși locuiesc în peșteri, Hermione, un membru Cuzzlewit, este o foarte bună gânditoare. Este acompaniată de doi băieți Cuzzlewit, Haggis și Baggis, care își lovesc capetele reciproc și nu par a fi inteligenți.
În singurul episod care are loc în partea insulei dominată de Cuzzlewiți, se poate observa faptul că aceștia sunt într-un număr mai mare decât locuitorii părții insulei în care locuiește Mike.
Părinții Cuzzlewiților și cei ai celorlalți locuitori ai insulei nu se înțeleg bine. Din acest motiv, ei locuiesc în părți opuse ale insulei.
În episodul „The Three Amigas”, Lu este invidioasă din cauza faptului că Mike și Hermione devin prietene apropiate și nu o includ și pe Lu.

## Actori
- Nika Frost - Michelene „Mike” Mavinsky
- Nancy Cartwright - Lu
- Dee Bradley Baker - Og, Țapul
- S. Scott Bullock - Wendell, Baggis
- Corey Burton - Bătrânul Queeks, Bos'n
- Martin Rayner - Alfred, Spiney, Mate
- Kath Soucie - Margery, Porcul
- Brian George - Captain, Haggis
- Alison Larkin - Hermione
- Chris Bonno - Alte voci
- Greg Proops - Alte voci

## Lista episoadelor
| #            | Titlu român                   | Titlu original               |
| ------------ | ----------------------------- | ---------------------------- |
|              |                               |                              |
| PRIMUL SEZON |                               |                              |
|              |                               |                              |
| 01           | Televizorul                   | The Tube                     |
| 01           | Ferie pe rotile               | Roller Madness               |
|              |                               |                              |
| 02           | Maeștrii loviturilor          | Sultans of Swat              |
| 02           | Ceai pentru trei              | Tea for Three                |
|              |                               |                              |
| 03           | Dispariția lui Lancelot       | Losing Lancelot              |
| 03           | Gata cu bâzâitul              | Buzz Cut                     |
|              |                               |                              |
| 04           | Plimbarea elefantului         | Elephant Walk                |
| 04           | Palmier drept prieten         | Palm Pet                     |
|              |                               |                              |
| 05           | Yo, ho, hu                    | Yo Ho Who                    |
| 05           | Joc pentru băieți             | A Boy’s Game                 |
|              |                               |                              |
| 06           | Zgâlțâieli pe insulă          | Whole Lotta Shakin’          |
| 06           | Mama maratonului              | Mother of All Marathons      |
|              |                               |                              |
| 07           |                               | Hot Couture                  |
| 07           | Opposites Attack              |                              |
|              |                               |                              |
| 08           |                               | Scopin’ It Out               |
| 08           | Good Ship Bad                 |                              |
|              |                               |                              |
| 09           |                               | High Rise                    |
| 09           | The Great Snipe Hunt          |                              |
|              |                               |                              |
| 10           |                               | JuJu Bombs                   |
| 10           | Supă de țestoasă              | Turtle Stew                  |
|              |                               |                              |
| 11           |                               | A Bicycle Built For Me       |
| 11           | Casa aglomerată               | Crowded House                |
|              |                               |                              |
| 12           | Nasul nimănui                 | Nobody’s Nose                |
| 12           | Scuba Doobie Doo              |                              |
|              |                               |                              |
| 13           |                               | High Camp                    |
| 13           | Sneeze, Please                |                              |
|              |                               |                              |
| SEZONUL 2    |                               |                              |
|              |                               |                              |
| 14           |                               | A Learning Experience        |
| 14           | We the People                 |                              |
|              |                               |                              |
| 15           | Bani                          | Money                        |
| 15           | Repetă după mine              | Repeat After Me              |
|              |                               |                              |
| 16           | Mulțumesc, dar nu mulțumesc   | Thanks, But No Thanks        |
| 16           | Hot Dog                       |                              |
|              |                               |                              |
| 17           | Senzația de scufundare        | That Sinking Feeling         |
| 17           | Ziua fondatorului             | Founder’s Day                |
|              |                               |                              |
| 18           | Pași uriași                   | Giant Steps                  |
| 18           | Night of the Living Ancestors |                              |
|              |                               |                              |
| 19           |                               | For the Love of Mike         |
| 19           | Sparks                        |                              |
|              |                               |                              |
| 20           |                               | Brave Sir Lancelot           |
| 20           | Marele joc                    | The Big Game                 |
|              |                               |                              |
| 21           |                               | Flustering Footwear Floatsam |
| 21           | Fathers and Pies              |                              |
|              |                               |                              |
| 22           |                               | Who’s Got the Queeks         |
| 22           | Alfred, lordul junglei        | Alfred, Lord of the Jungle   |
|              |                               |                              |
| 23           | Regele perdelelor             | The King of Curtains         |
| 23           | Rățușca Margery               | Margery the Duck             |
|              |                               |                              |
| 24           |                               | A Freduian Split             |
| 24           | Fitness Fever                 |                              |
|              |                               |                              |
| 25           | Vânătorul și vânatul          | The Hunter and the Hunted    |
| 25           | To Serve Lu                   |                              |
|              |                               |                              |
| 26           |                               | The Three Amigas             |
| 26           | Urâta adormită                | Sleeping Ugly                |
|              |                               |                              |